# Albert Pujols
Artikeln följer den spanska namnseden; faderns efternamn är Pujols och moderns efternamn Alcántara.
José Alberto "Albert" Pujols Alcántara, född den 16 januari 1980 i Santo Domingo, är en dominikansk-amerikansk före detta professionell basebollspelare som spelade 22 säsonger i Major League Baseball (MLB) 2001–2022. Pujols var förstabasman och under senare delen av karriären även designated hitter.
Pujols spelade för St. Louis Cardinals (2001–2011), Los Angeles Angels (of Anaheim) (2012–2021), Los Angeles Dodgers (2021) och Cardinals igen (2022). Han ansågs under sin storhetstid på 2000-talet av många vara en av världens bästa basebollspelare. 2009 utsågs han av ESPN till 2000-talets bästa spelare. Han är den enda spelaren i MLB:s historia som inlett sin karriär med tio raka säsonger där han haft ett slaggenomsnitt på minst 0,300, slagit minst 30 homeruns och haft minst 100 RBI:s (inslagna poäng). Han är också en av bara fyra spelare som slagit minst 700 homeruns i MLB:s grundserie under karriären.
Pujols vann World Series två gånger och bland hans många utmärkelser kan nämnas att han togs ut till MLB:s all star-match elva gånger samt vann tre MVP Awards, Rookie of the Year Award, sex Silver Slugger Awards, två Gold Glove Awards och två Hank Aaron Awards.

## Karriär

### Major League Baseball

#### St. Louis Cardinals

Pujols i samband med all star-matchen 2006.

Pujols draftades av St. Louis Cardinals 1999 som 402:a spelare totalt och året efter gjorde han proffsdebut i Cardinals farmarklubbssystem. Efter bara en säsong i farmarligorna debuterade Pujols i MLB den 2 april 2001 och hans första säsong blev fantastisk. Han hade ett slaggenomsnitt på 0,329 med 37 homeruns och 130 RBI:s och vann efter säsongen Rookie of the Year Award i National League. Det var en av de bästa säsongerna som en rookie haft i MLB:s historia och ingen hade förutsett att han skulle vara så bra.
Pujols blev under sina elva säsonger för Cardinals uttagen till nio all star-matcher och vann tre gånger, 2005, 2008 och 2009, MVP Award i National League, priset till ligans mest värdefulla spelare. Under sin tid i klubben slog han 445 homeruns och hade ett slaggenomsnitt på hela 0,328. Hans spel var en mycket viktig förklaring till att Cardinals nådde World Series 2006. Väl i World Series mot Detroit Tigers lyckades han inte lika bra, utan nådde bara ett slaggenomsnitt på 0,200. Lagkamraterna lyckades desto bättre, vilket gav Cardinals segern och Pujols hans första mästerskapsring. Han var även med och vann World Series med Cardinals 2011.

#### Los Angeles Angels (of Anaheim)
Efter 2011 års säsong blev Pujols free agent för första gången och därmed fri att skriva på för vilken klubb han ville. I december 2011 skrev han på ett tioårskontrakt med Los Angeles Angels of Anaheim värt 254 miljoner dollar, vilket var det näst största kontraktet i MLB:s historia efter New York Yankees tioårskontrakt 2007 med Alex Rodriguez värt 275 miljoner dollar.

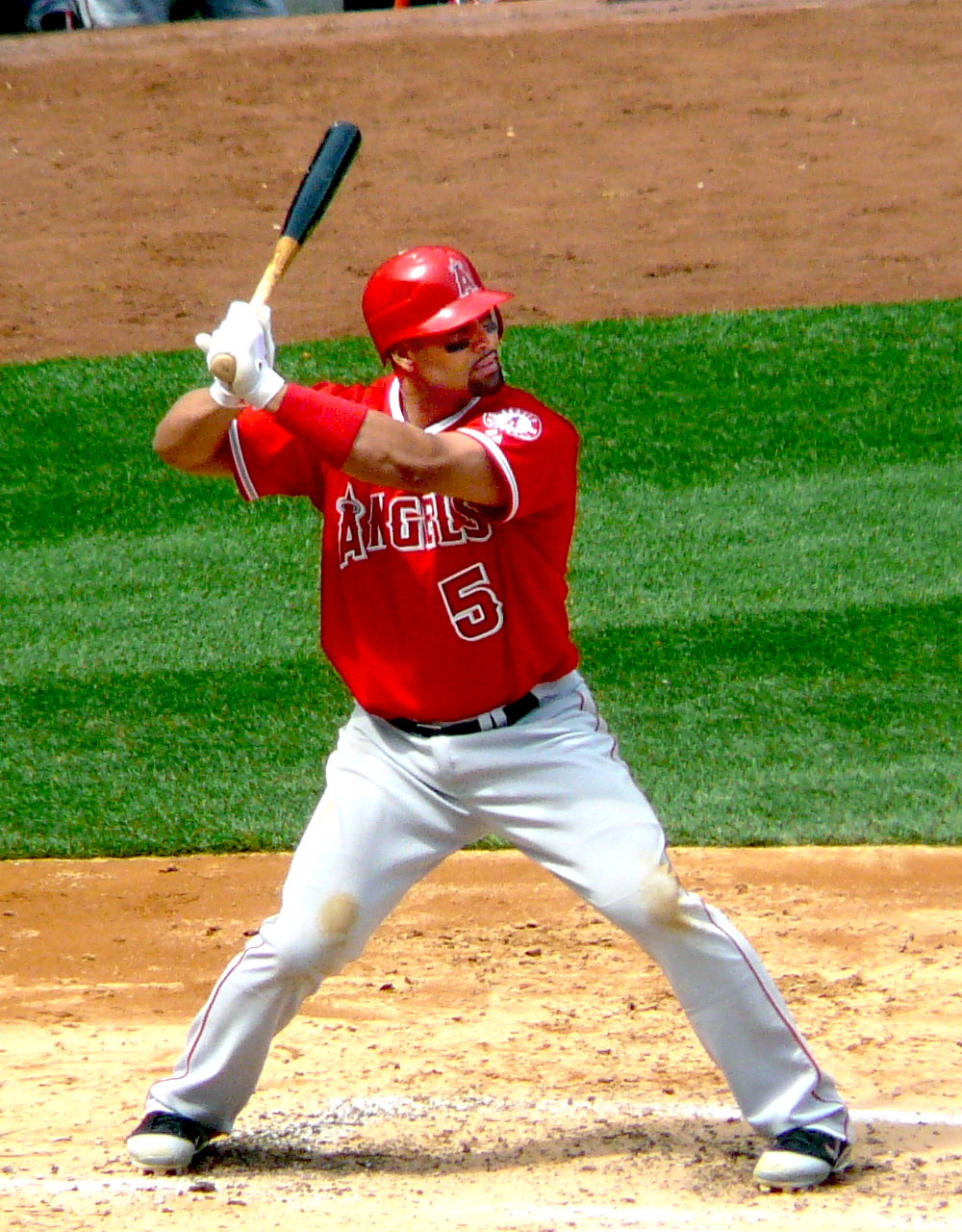
Pujols under hans första säsong för Los Angeles Angels of Anaheim 2012.

Pujols första säsong med Angels började illa. Det tog en hel månad innan han slog sin första homerun, och han hade efter den matchen ett slaggenomsnitt så lågt som 0,196. Därefter gick det bättre för honom och han nådde till slut nivåerna 30 homeruns, 40 doubles och 100 RBI:s för sjunde gången under karriären. Efter säsongen genomgick han en titthålsoperation i höger knä. Han hade under senare delen av 2012 års säsong haft problem med först höger vad och sedan höger knä, vilket gjorde att han mest spelade som designated hitter under den tiden.
Under 2013 års säsong hämmades Pujols av plantarfasciit i vänster fot och av ömhet i sitt opererade högerknä, vilket ledde till att han återigen ofta tvingades spela som designated hitter. Han hade även tidigare år haft problem med plantarfasciit, men denna gång var det värre och till slut, i slutet av juli 2013, tvingades han till skadelistan och prognosen då var att han troligen inte skulle spela mer den säsongen. Den 19 augusti bekräftades detta, och Pujols fick rikta in sig på 2014 i stället. 2013 blev statistiskt hans sämsta säsong dittills, med karriärens lägsta resultat i kategorierna slaggenomsnitt (0,258), homeruns (17), RBI:s (64), on-base plus slugging (OPS) (0,767) och matcher (99).
Efter säsongen stämde Pujols den före detta all star-spelaren Jack Clark för att denne i ett lokalradioprogram i St. Louis i början av augusti påstått att Pujols dopat sig tidigare under karriären. Pujols yrkade skadestånd som skulle gå till välgörande ändamål. I februari 2014 drog Pujols tillbaka sin stämning efter att Clark offentligen tagit tillbaka sina anklagelser.

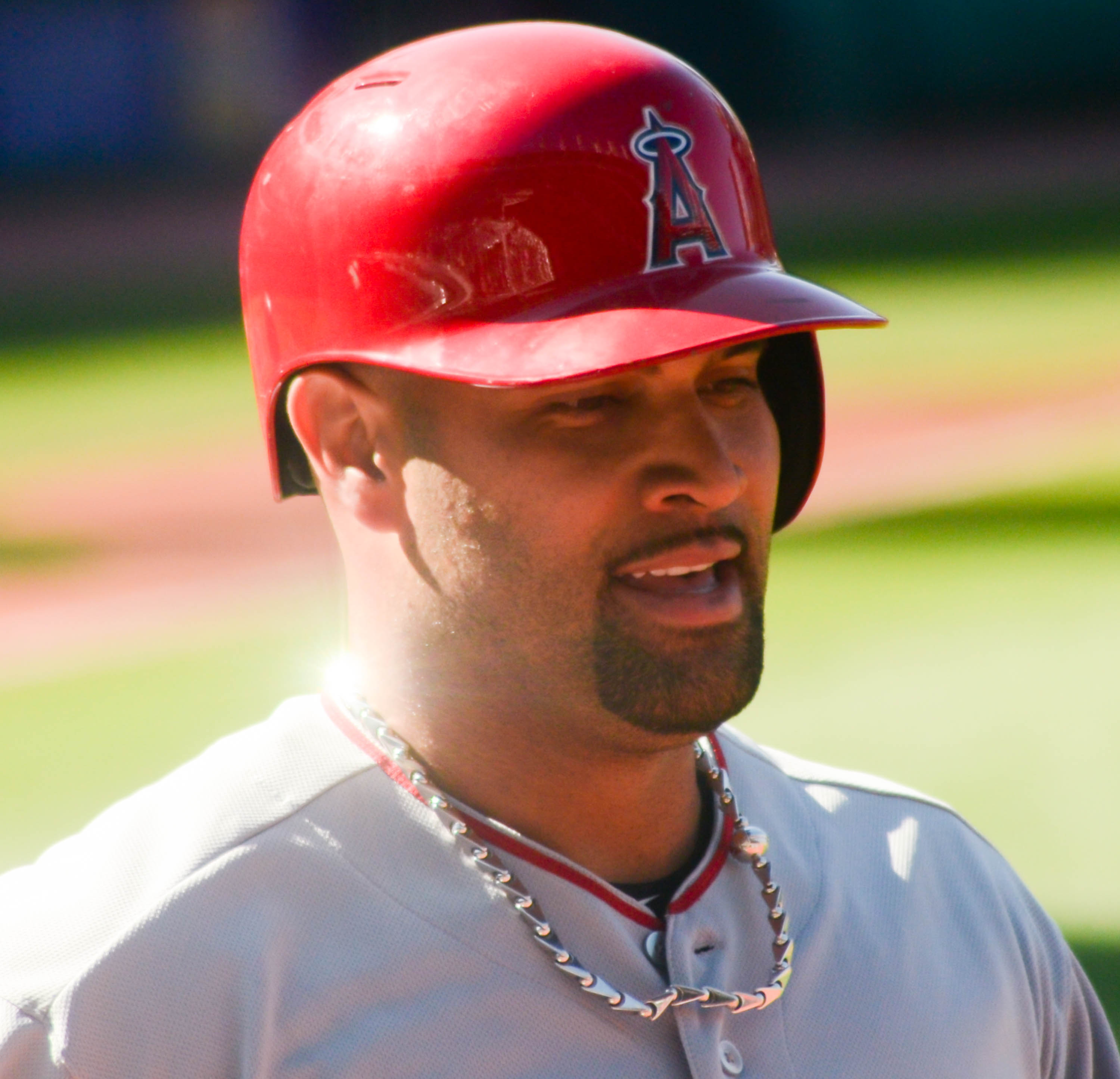
Pujols i september 2014.

Inför 2014 års säsong kände Pujols sig helt skadefri och hoppades kunna spela på en högre nivå än han gjort sedan han kom till Angels. Ungefär en vecka in på säsongen nådde han milstolpen 1 500 RBI:s, som den 52:a spelaren i MLB:s historia och den 22 april nådde han den ännu mer prestigefyllda milstolpen 500 homeruns, som den 26:e spelaren i MLB:s historia. Han var den tredje yngsta att nå milstolpen efter Alex Rodriguez och Jimmie Foxx. Fram till början av maj spelade han bra med ett slaggenomsnitt på 0,293, men därefter gick spelet i baklås. En månad senare hade slaggenomsnittet sjunkit till 0,245 och slaggenomsnittet med löpare i poängposition (på andra och/eller tredje bas) var så lågt som 0,149 (att jämföra med 0,334 under karriären till och med 2013). I början av september nådde han två nya milstolpar när han i samma match slog sin 2 500:e hit, som den 98:e spelaren i MLB:s historia, och gjorde sin 1 500:e poäng, som den 70:e spelaren i MLB:s historia. Han blev den elfte spelaren sedan 1901 att nå 1 500 poäng före den säsong då han skulle fylla 35 år. Efter samma match var han den 14:e spelaren i MLB:s historia att ha slagit minst 25 homeruns under minst 13 säsonger och den 16:e spelaren med minst 500 homeruns, 2 500 hits och 1 500 poäng.
Pujols inledde 2015 års säsong något svagt, men i juni spelade han mycket bra och ledde i slutet av månaden American League med 20 homeruns, varav tolv på de senaste 20 matcherna. Hans fina spel ledde till att han blev uttagen till all star-matchen i juli för första gången sedan han började spela för Angels. I slutet av augusti skadade han dock sig i höger fot och under resten av säsongen spelade han skadad och presterade mycket sämre. Under 2015 var hans slaggenomsnitt bara 0,244 (sämst dittills under karriären) och han hade 40 homeruns och 95 RBI:s. Efter säsongen opererade han höger fot och det var oklart om han skulle vara redo för 2016 års säsongsinledning.
Pujols inledde även 2016 svagt, men förbättrade sedan sitt spel. I slutet av juli slog han sin 20:e homerun för säsongen och blev därmed den fjärde spelaren i MLB:s historia efter Frank Robinson, Hank Aaron och Willie Mays att nå minst 20 homeruns under 15 av de 16 första säsongerna i MLB. Den 20 augusti nådde han topp tio i MLB:s historia i homeruns när han kom ifatt sin gamla lagkamrat Mark McGwire på 583 homeruns och fem dagar senare blev han den femte spelaren i MLB:s historia efter Alex Rodriguez, Jimmie Foxx, Babe Ruth och Lou Gehrig att nå minst 100 RBI:s under 13 olika säsonger. Den 29 augusti gick han upp på delad nionde plats i MLB:s historia med sin 586:e homerun. Frank Robinson var nia tidigare. Den 17 september nådde han 30 homeruns för säsongen för 14:e gången, en bedrift som bara Hank Aaron, Barry Bonds och Alex Rodriguez klarat tidigare. Pujols slutade säsongen med ett slaggenomsnitt på 0,268, 31 homeruns och 119 RBI:s. Efter säsongen opererades hans högra fot för andra året i rad.

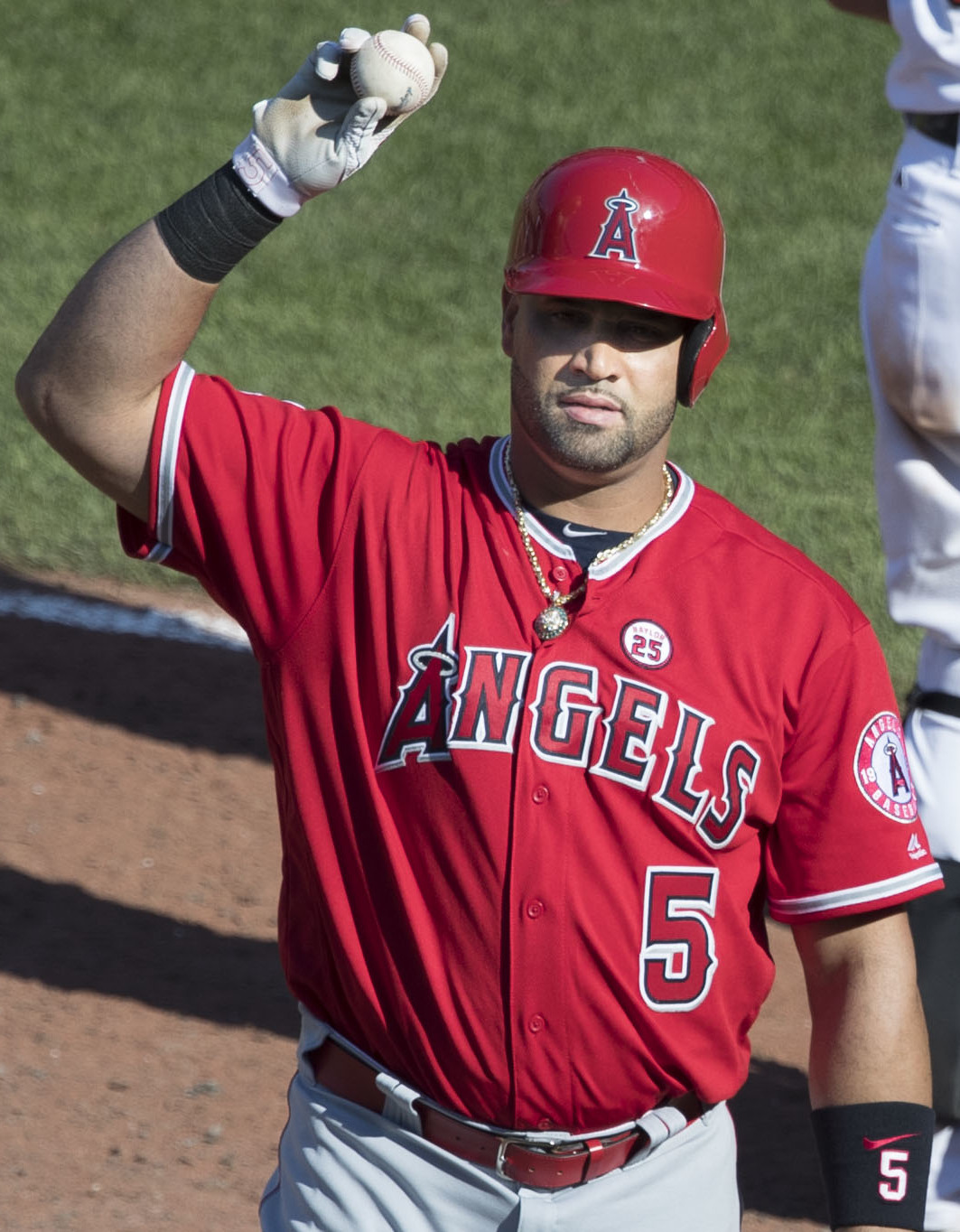
Pujols i Los Angeles Angels dräkt 2017.

Pujols nådde milstolpen 600 homeruns den 3 juni 2017, som den nionde spelaren i MLB:s historia. Han var den fjärde yngsta att nå denna nivå och den andra efter Sammy Sosa som inte var född i USA. I slutet av augusti passerade Pujols just Sosa när han slog sin 610:e homerun. Han gick därmed upp på åttonde plats genom tiderna och blev den som slagit flest homeruns av spelare födda utanför USA. I en av säsongens sista matcher nådde han 100 RBI:s för 14:e gången, något som bara Alex Rodriguez mäktat med tidigare.
Den 4 maj 2018 slog Pujols sin 3 000:e hit och blev därmed den 32:a spelaren i MLB:s historia att nå denna klassiska siffra. Bara tre spelare före honom hade gjort detsamma och dessutom slagit minst 600 homeruns: Hank Aaron, Willie Mays och Alex Rodriguez. Drygt en månad senare passerade han National Baseball Hall of Fame-medlemmen Stan Musial i RBI:s under karriären och gick med 1 952 upp på sjätte plats genom tiderna i denna kategori. I slutet av juli, efter att ha varit skadad i vänster knä en kortare period, gick han upp på sjätte plats genom tiderna i MLB med sin 631:a homerun; därigenom passerade han Hall of Fame-medlemmen Ken Griffey Jr. I början av augusti slog han sin 1 000:e hit för Angels och blev därmed den nionde spelaren genom tiderna med minst så många hits i både American och National League. I slutet av samma månad opererades han i vänster knä och missade resten av säsongen. Han spelade bara 117 matcher, näst lägst antal dittills under karriären, med ett slaggenomsnitt på 0,245, 19 homeruns och 64 RBI:s. Den senaste siffran var hans tangerat sämsta resultat dittills. I och med att Shohei Ohtani tog över rollen som designated hitter för Angels spelade Pujols oftare som förstabasman (70 matcher från start) under 2018 jämfört med de närmast föregående säsongerna.
Pujols blev historisk igen i maj 2019 när han nådde 2 000 RBI:s som den fjärde spelaren i MLB:s historia efter Babe Ruth, Hank Aaron och Alex Rodriguez. En månad senare slog han sin 200:e homerun för Angels och blev den sjätte spelaren i MLB:s historia att slå minst 200 homeruns för två olika klubbar, efter Jimmie Foxx, Mark McGwire, Rafael Palmeiro, Ken Griffey Jr. och Manny Ramírez, och den sjunde att slå minst 200 homeruns i både National och American League. Under 2019 års säsong spelade Pujols 131 matcher med ett slaggenomsnitt på 0,244, 23 homeruns och 93 RBI:s.
Pujols var den äldsta spelaren i American League under den av covid-19-pandemin kraftigt förkortade säsongen 2020. I slutet av augusti passerade han Alex Rodriguez i RBI:s under karriären och var då trea efter Hank Aaron och Babe Ruth. Några veckor senare kom han ikapp Willie Mays på femte plats i antal homeruns under karriären (660). Totalt under säsongen spelade han bara 39 matcher med ett slaggenomsnitt på 0,224 (sämst dittills under karriären), sex homeruns och 25 RBI:s.
När Pujols drygt en månad in på 2021 års säsong hade ett slaggenomsnitt på bara 0,198 beslutade Angels klubbledning att det inte fanns någon plats för honom i spelartruppen längre och när ingen annan klubb var villig att överta hans kontrakt blev han free agent.

#### Los Angeles Dodgers
Efter bara några dagar skrev Pujols på ett ettårskontrakt med Los Angeles Dodgers. Den 29 maj tangerade han Babe Ruth när han slog sin 1 356:e extra-base hit och gick därmed upp på fjärde plats i MLB:s historia i denna kategori. Den 5 juli nådde han milstolpen 6 000 total bases som den fjärde genom tiderna efter Hank Aaron, Stan Musial och Willie Mays och den första sedan 1975. För Dodgers hade Pujols ett slaggenomsnitt på 0,254, tolv homeruns och 38 RBI:s på 85 matcher. Efter säsongen blev han free agent.

#### St. Louis Cardinals igen
I slutet av mars 2022 återvände Pujols till sin gamla klubb St. Louis Cardinals efter att ha undertecknat ett ettårskontrakt som rapporterades vara värt 2,5 miljoner dollar. Pujols meddelade samtidigt att 2022 skulle bli hans sista säsong. Den 15 maj gjorde han sitt första framträdande som pitcher. Tre dagar senare slog han sin 3 314:e hit under grundserien och gick därmed upp på tionde plats i MLB:s historia. I juli togs han och Miguel Cabrera ut till all star-matchen i egenskap av legendarer som snart skulle lägga av. Den 14 augusti slog han två homeruns i samma match och det var 63:e gången som han slog minst två homeruns under samma grundseriematch, vilket tog honom upp på delad femte plats i MLB:s historia med Willie Mays. I samma match kom han upp i tio homeruns under säsongen för 21:a gången under karriären, delat tredje bäst i MLB:s historia med Stan Musial och Barry Bonds. Sex dagar senare slog han återigen två homeruns i samma match och passerade i samband med det Stan Musial i total bases och gick upp på andra plats genom tiderna efter Hank Aaron. När han ytterligare två dagar senare slog en homerun hade han slagit en homerun mot 449 olika pitchers, och han tangerade därmed MLB-rekordet som innehades av Barry Bonds. Han slog rekordet den 29 augusti när han slog en homerun mot sin 450:e pitcher. Den 10 september kom han upp i delad fjärde plats genom tiderna när han slog sin 696:e homerun i grundserien, lika många som Alex Rodriguez, och redan dagen efter passerade han Rodriguez med homerun nummer 697. Den 23 september slog han sin 700:e homerun och blev den fjärde spelaren att nå denna milstolpe efter Babe Ruth, Hank Aaron och Barry Bonds. I samma match kom han upp i 20 homeruns under säsongen för 18:e gången och bara Bonds (19) och Aaron (20) hade fler sådana säsonger. Den 3 oktober kom han upp i 2 216 RBI:s i grundserien under karriären och gick därmed förbi Babe Ruth (det råder oenighet om huruvida Ruth hade 2 213 eller 2 214 RBI:s) upp på andra plats efter Hank Aaron (2 297). I samma match slog han sin 703:e och sista homerun i grundserien och han utökade sitt eget rekord genom att slå den mot den pitcher nummer 458. Pujols spelade sin sista MLB-match den 8 oktober 2022 när Cardinals åkte ur slutspelet mot Philadelphia Phillies.

### Internationellt
Pujols representerade Dominikanska republiken vid World Baseball Classic 2006, men valde att inte ställa upp 2009 på grund av bristande försäkringsskydd.